# Tetraedro truncado aumentado
En geometría, el tetraedro truncado aumentado es uno de los sólidos de Johnson (J65). Se construye mediante la fijación de una cúpula triangular a una cara hexagonal de un tetraedro truncado. 